# Cindy Hyde-Smith
Cindy Hyde-Smith (Brookhaven, 10 de mayo de 1959) es una política estadounidense que sirve como senadora de los Estados Unidos por el estado de Misisipi desde 2018. Pertenece al Partido Republicano, previamente se desempeñó como comisionada de Agricultura y Comercio de Misisipi y miembro del Senado estatal de Misisipi. 
En enero de 2021, Hyde-Smith se unió a un grupo de senadores republicanos que se opusieron a certificar los votos electorales de algunos estados indecisos como parte de un intento de revocar las elecciones presidenciales de Estados Unidos de 2020.